# Künstler – Kritisches Lexikon der Gegenwartskunst
Künstler – Kritisches Lexikon der Gegenwartskunst ist ein periodisch erscheinendes Lexikon, das Künstler der Gegenwart vorstellt. Es wurde herausgegeben von Detlef Bluemler und Lothar Romain. Seit Romains Tod ist Bluemler alleiniger Herausgeber.

## Geschichte
Seit Februar 1988 erscheint es in einem Rhythmus von drei Monaten und umfasst je Ausgabe die Arbeit von jeweils sieben Künstlern. Jedes Heft umfasst 16 Seiten über die Arbeit der Künstler und umfasst jeweils zwei Druckseiten persönlicher Äußerungen der Betreffenden. Ebenfalls gibt es je ein Künstlerporträt sowie  drei Doppelseiten Abbildungen. Die Redaktion liegt bei Hans-Joachim Müller.
Künstler – Kritisches Lexikon der Gegenwartskunst erschien als Edition des WB-Verlags bis 1996 und Bruckmann, seit 1996 alleine im Weltkunst-Verlag. Der bis dahin alleinige Eigentümer Springer-Verlag – unter dessen Federführung 1986 das Projekt ermöglicht wurde – verkaufte zunächst an den Investor Arques. 2005 übernahm der Zeitverlag den Zeitschriften-Bereich der Weltkunst durch seine 100-prozentige Tochter Zeitverlag Beteiligungs GmbH & Co. KG (seit 2009 ZEIT Kunstverlag) und damit auch Künstler – Kritisches Lexikon der Gegenwartskunst. 2012 wurde es vom Kunsthandel Verlag erworben.
Das Kritische Lexikon der Gegenwartskunst befindet sich in der 103. Ausgabe (3. Quartal 2013). Sie enthält Monographien zu Hans-Peter Feldmann, Julius Grünewald, Hösl & Mihaljevic, Wolfgang Kliege, Philip Loersch, Guido Nussbaum, Hans Schabus und Simone Westerwinter (=98. Ausgabe).
Monographien zu Madeleine Dietz, Eckart Hahn, Zarina Hashimi, Dierk Maass, Steve McQueen, Gabriela Oberkofler, Wolf Pehlke, Francois Rouan, Rafael, Rozendaal (=103. Ausgabe). Der letzte erschienene Jahrgang stammt aus dem Jahr 2018. Weitere Ausgaben sind nicht vorhanden. 